# Bernard London
Bernard London va ser un agent immobiliari (broker) rus-estatunidenc, conegut sobretot pel seu informe de 1932: "Ending the depression through planned obsolescence" (Acabament de la depressió mitjançant l'obsolescència programada). En aquest document va declarar que el problema de la depressió era degut a l'alteració de les relacions humanes:
| « | Principalment, el que aquest país i altres països estan patint es deu a l'alteració de les relacions humanes. Les fàbriques, magatzems i camps estan encara intactes i estan preparats per a poder produir en quantitats il·limitades, però les ganes de seguir endavant han estat paralitzades per una disminució del poder adquisitiu. Els problemes existents han estat generats per l'home, per tant, el remei ha de ser concebut per l'home i executat per l'home. | » |

La solució a aquest problema seria planificar l'obsolescència dels productes nous que en acabar el seu termini caldria adquirir-ne de nous per reemplaçar-los, estimulant d'aquesta manera l'economia:
| « | En poques paraules, l'essència del meu pla (tesi) per aconseguir les finalitats tan desitjades, consisteix en planificar la obsolescència dels béns de capital i de consum en el moment de la seva fabricació. | » |

Això no seria una solució "d'una sola vegada", sinó una política contínua que també generaria ingressos per als governs. Tanmateix, durant els períodes de plena ocupació el 'cicle de vida' dels béns es podria prorrogar:
| « | No seria beneficiós gastar una suma de -diguem- dos "bilions" de dòlars per comprar, immediatament, edificis obsolets i inútils, maquinària, automòbils i altres tipus de ferralla i en el seu lloc invertir de vint a trenta mil milions de dòlars en generar treball en els camps de la construcció i de la fabricació industrial? Tal procés posaria al país sencer en el camí de la recuperació, restaurant eventualment la normalitat de l'ocupació i la prosperitat dels negocis. | » |